# Brahyan Zurcher
Brahyan Zurcher (Guadalajara, Jalisco; 10 de marzo de 1996) es un artista marcial mixto mexicano que compite en la división de peso pluma de Professional Fighters League (PFL).

## Primeros años
Zurcher vivió su infancia en Las Jarretaderas, un pequeño pueblo de Nayarit muy cercano a Puerto Vallarta, donde iniciaría su camino en el deporte bajo la enseñanza del excampeón mundial de Muay Thai, Mego Palomera. Con su guía, Brahyan forjó las bases de un striking que lo llevaría a ser reconocido en el MMA profesional por su capacidad de nocaut.
A pesar de una infancia marcada por dificultades económicas, se ha convertido en un ejemplo de disciplina y superación. Desde muy joven, Zurcher dedicó su vida a exigentes entrenamientos, que complementaba con la necesidad de trabajar, sacrificando en muchas ocasiones su vida social.

## Carrera de artes marciales mixtas

### Carrera temprana
Su carrera en el MMA profesional empezó en abril de 2021, y tras un par de victorias en Azteca Fight League y Combate Global, firmó un contrato de varias peleas con la promoción Professional Fighters League (PFL).

### Professional Fighters League
Zurcher debutó para la PFL el 11 de marzo de 2022 en el evento PFL Challenger Series 4. Su rival fue Scottie Stockman, a quien derrotó por decisión unánime.
Zurcher se enfrentó a Ricardo Jímenez el 5 de agosto de 2022 en PFL 7: 2022 Playoffs. Ganó la pelea por decisión unánime.
Zurcher se enfrentó a David Evans el 3 de marzo de 2023 en PFL Challenger Series 2023 Week 6. Ganó la pelea por sumisión en el segundo asalto con un neck crank.
Zurcher se enfrentó a Mike Bardsley	el 23 de junio de 2023 en PFL 6: 2023 Regular Season. Ganó la pelea por nocaut técnico en el segundo asalto.

### LUX Fight League
En su debut en la promoción LUX Fight League, Zurcher fue programado para enfrentar a Carlos Tenorio el 6 de octubre de 2023 en LUX 036. Ganó la pelea por nocaut técnico en el primer asalto.
El 26 de abril de 2024, Zurcher se enfrentó a Angel Rodriguez el 26 de abril de 2024 en LUX 042, ganando nuevamente la pelea vía nocaut técnico en el primer asalto.

### Regreso a PFL
Meses después de su pelea en LUX, Zurcher retornó a PFL, enfrentándose a Julian Ruiz el 21 de junio en PFL 5: 2024 Regular Sesion. Zurcher ganó la pelea con un increíble nocaut al segundo asalto.
Se tenía prevista una pelea entre Zurcher y James Gallagher para el evento PFL 9: 2024 Playoffs a efectuarse el 23 de agosto de 2024. No obstante, días antes de la pelea, esta fue cancelada debido a que Gallagher lidió con problemas de visa, por lo que Zurcher se enfrentaba a Marcirley Alves en su lugar, aunque finalmente decidió no tomar la pelea.

## Vida personal

Zucher posando junto al peleador ruso Islam Makhachev, tomada a inicios de 2025 en un campamento.

Zurcher reside en Las Vegas, donde también lleva a cabo sus entrenamientos. Ha sido sparring de Islam Makhachev, el actual campeón peso ligero de UFC, en múltiples entrenamientos dirigidos por Khabib Nurmagomedov, quien incluso lo destacó como el único peleador externo admitido en su último campamento.

## Récord en artes marciales mixtas
| Récord profesional | Récord profesional | Récord profesional |
| 9 peleas           | 9 victorias        | 0 derrotas         |
| ------------------ | ------------------ | ------------------ |
| Nocaut             | 4                  | 0                  |
| Sumisión           | 3                  | 0                  |
| Decisión           | 2                  | 0                  |

| Resultado | Récord | Oponente         | Método                      | Evento                                            | Fecha                | Ronda | Tiempo | Localización           | Notas |
| --------- | ------ | ---------------- | --------------------------- | ------------------------------------------------- | -------------------- | ----- | ------ | ---------------------- | ----- |
| Victoria  | 9–0    | Julian Ruiz      | KO (golpe)                  | PFL 5: 2024 Regular Season                        | 21 de junio de 2024  | 2     | 1:26   | Salt Lake City, Utah   |       |
| Victoria  | 8–0    | Angel Rodríguez  | TKO (golpes)                | LUX 042                                           | 26 de abril de 2024  | 1     | 4:34   | Guadalajara            |       |
| Victoria  | 7–0    | Carlos Tenorio   | TKO (rodillazos)            | LUX 036                                           | 6 de octubre de 2023 | 1     | 1:29   | Guadalajara            |       |
| Victoria  | 6–0    | Mike Bardsley    | TKO (golpes)                | PFL 6: 2023 Regular Season                        | 23 de junio de 2023  | 2     | 4:45   | Atlanta, Georgia       |       |
| Victoria  | 5–0    | David Evans      | Sumisión (neck crank)       | PFL Challenger Series 2023 Week 6: Featherweights | 3 de marzo de 2023   | 2     | 1:37   | Orlando, Florida       |       |
| Victoria  | 4–0    | Ricardo Jimenez  | Decisión (unánime)          | PFL 7: 2022 Playoffs                              | 5 de agosto de 2022  | 3     | 5:00   | Nueva York, Nueva York |       |
| Victoria  | 3–0    | Scottie Stockman | Decisión (unánime)          | PFL Challenger Series 4                           | 11 de marzo de 2022  | 3     | 5:00   | Orlando                |       |
| Victoria  | 2–0    | Tyler Hinton     | Sumisión (triangle choke)   | Combate Global: Bandejas vs. Bartholomew          | 6 de agosto de 2021  | 2     | 1:47   | Miami, Florida         |       |
| Victoria  | 1–0    | Aaron Higuera    | Sumisión (rear-naked choke) | Azteca Fight League 5                             | 9 de abril de 2021   | 1     | 2:17   | Monterrey              |       |